# Spheniscus
Spheniscus es un género de aves esfeniciformes de la familia Spheniscidae; alberga a cinco especies de pingüinos. El nombre del género significa en "forma de cuña". El género contiene cuatro especies vivientes de pingüinos más otras fósiles.

## Descripción
Los rasgos comunes incluyen una venda negra que corre alrededor de sus cuerpos que orillan su dorso negro, los picos negros con una venda blanca vertical pequeña, las manchas distintivas en sus barrigas, y un parche pequeño en la cara o la piel ligeramente emplumada alrededor de sus ojos que pueden ser blancos o rosas. 

## Hábitat y Distribución
Contrariamente a lo que popularmente se cree de los pingüinos, los del género Spheniscus no son (y aparentemente nunca fueron) Antárticos. De hecho, son los pingüinos que viven más al norte y algunos ejemplares de ciertas especies han llegado a cruzar más allá de la línea ecuatorial. El pingüino de Humboldt, africano, y el pingüino magallánico, de Sudamérica, viven en climas más templados como África del Sur y las costas del sur de Chile y Argentina, mientras que el pingüino de las Galápagos, el más septentrional de todas las especies de pingüino, es endémico de las Islas Galápagos.

## Registro fósil
Los registros fósiles del género son cuantiosos en Chile y Perú, las especies hoy extintas Spheniscus chilensis y Spheniscus muizoni de Sudamérica, son de similar tamaño a las especies modernas. Esta última además representa el registro más antiguo del género. Sin embargo, dos especies peruanas Spheniscus megaramphus y Spheniscus urbinai son mucho más grandes (30% y 25% respectivamente) a las especies actuales.

## Especies
La paleoespecie Spheniscus predemersus ha sido reediscrita con el hallazgo de su tarsometatarso como una especie monotípica del género extinto Inguza y reenombrada como Inguza predemersus.
Las cuatro especies de pingüinos Spheniscus son:
- Spheniscus demersus (pingüino de El Cabo, africano o de anteojos)
- Spheniscus mendiculus (pingüino de las Galápagos)
- Spheniscus humboldti (pingüino de Humboldt)
- Spheniscus magellanicus (pingüino de Magallanes)

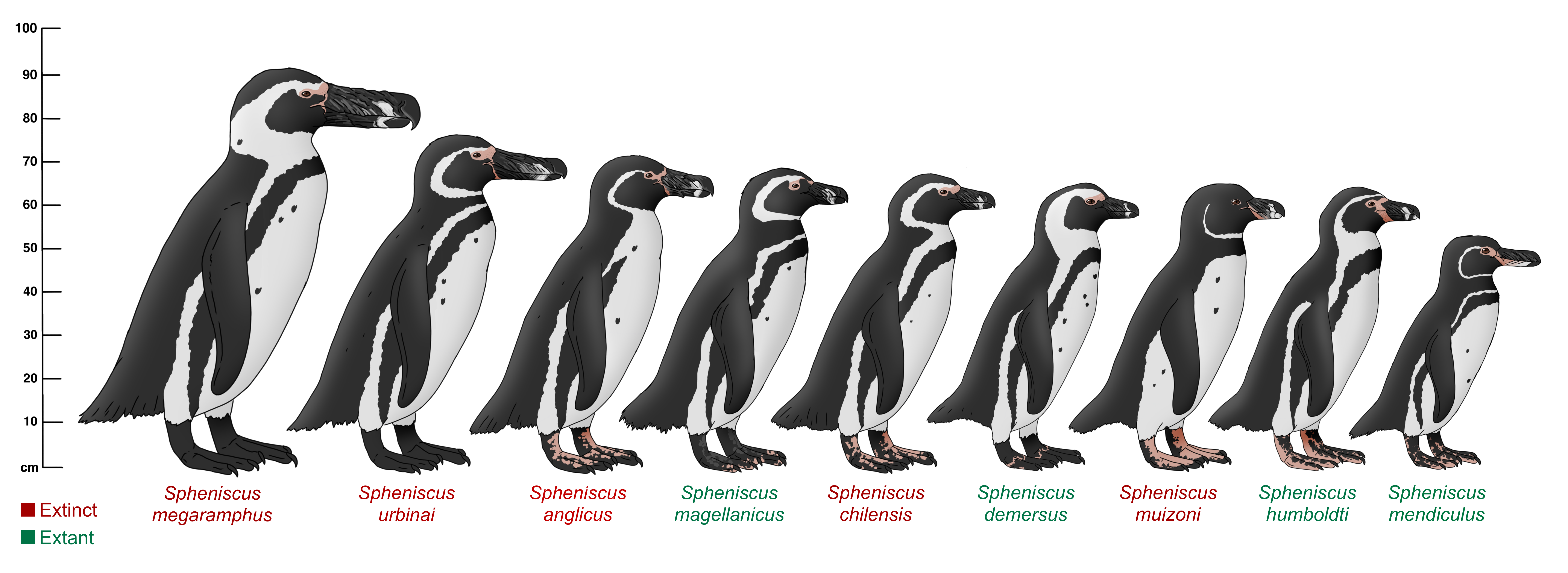
Comparación entre las distintas especies de Spheniscus (vivas y extintas)

Además de las especies vivientes, hay muchas especies extintas de las cuales se conocen fósiles:
- Spheniscus chilensis (Plioceno de Chile).
- Spheniscus muizoni (Mioceno medio y Mioceno Tardío de Perú, Formación Pisco).
- Spheniscus megaramphus (Mioceno Tardío y Plioceno de Perú, Formación Pisco).
- Spheniscus urbinai (Mioceno Tardío y Plioceno de Perú, Formación Pisco).
- Spheniscus anglicus

### Descripción de especies
Pingüino de Humboldt: tiene una característica que lo distingue del pingüino magallánico, y aquella característica está en su pecho, ya que tiene solo una línea negra, y el pingüino magallánico tiene dos. Por muy raro que parezca, aquel pingüino vive en zonas de playa, y sus familiares viven en la costa del Océano Atlántico argentino.
Pingüino magallánico: tiene dos líneas negras en su pecho que lo distingue de su primo el pingüino de Humboldt, además, tienen en común que miden poco, son bien pequeños comparados con el pingüino emperador, que es el más grande de los pingüinos. El pingüino magallánico vive en el Sur de Chile y en sus heladas aguas, y en desde Tierra del Fuego, Argentina, hasta el paralelo 42.